# فالنتينو لانوس
فالنتينو لانوس (بالإسبانية: Valentino Lanús) (1975) ممثل مكسيكي، منتج، عارض أزياء.

## سيرته الذاتية
والده هو محاسب البازر «لويس ألبرتو» ووالدته هي «مارغريتا» وفالنتينو ثاني من أربعة أشقاء له، درس الهندسة الكمبيوتر ولكنه كان يكرها، بعد أن اكتشف أن شغفه هي الموسيقى، في سن 17 قرر أن يعيش وحده.
بدأ مسيرته كـ عارض أزياء ثم اشارك في القنوات التلفازية ومثل في العديد من المسلسلات المكسيكية ومن مسلسلاته التي عرضت على شاشات العربية الحب مرة أخرى على قناة دوزيم بشخصية «دانييل سواريز غونزاليس» ومسلسل ماريانيلا على قناة أبوظبي دراما وأدى فيها دور البطولة بجانب الممثلة أريادن دياز بشخصية «إيمانويل دي تيريزا كورييل».
وهو مصور محترف والرحالة عاطفي، الذي سوف يحمل عمله لأكثر من 15 عاما في مدريد في نهاية عام 2011.
هو أيضا منتج لمختلف البرامج التلفزيونية والأفلام، ومن مسلسلاته المنتجة الأخيرة هو "Artesanos"، وهو فيلم واعدة من قبل سانتياغو باندو المعروف جيدا عنه أنه كان العقل المدبر وراء ناجح الحملة السياسية التي وضعت فيسنتي فوكس كأول الرئيس المكسيكي لأكثر من 80 عاما من الحكم حزب PRI.
وأما عن حياته العاطفية فكان على علاقة مع الممثلة جاكلين براكامونتاس التي مثلت معها في مسلسل كوميدي في 2008 ولكن إنفصلا ولم تدم علاقتها طويلا، وأيضا كان على علاقة بالممثلة ماكي ولكن إنفصلا أيضا.

## روابط خارجية
- فالنتينو لانوس على موقع IMDb (الإنجليزية)
- فالنتينو لانوس على موقع قاعدة بيانات الفيلم (الإنجليزية)